# Frölunda HC
O  Frölunda HC é um clube sueco de hóquei no gelo, sediado em  Gotemburgo, no bairro de Frölunda.

Usa como campo de jogos o Scandinavium, um recinto polivalente com  12 000 lugares, no centro de Gotemburgo. 
O clube tem as suas raízes no Västra Frölunda IF, um clube polidesportivo, fundado em 1930, que começou com o hóquei no gelo em 1944. Passou a ser um clube independente em 1984, com o nome Västra Frölunda HC, e em 2004 adotou o nome atual Frölunda HC. 
Foi campeão da Suécia por 5 vezes (1965, 2003, 2005, 2016, 2019). 

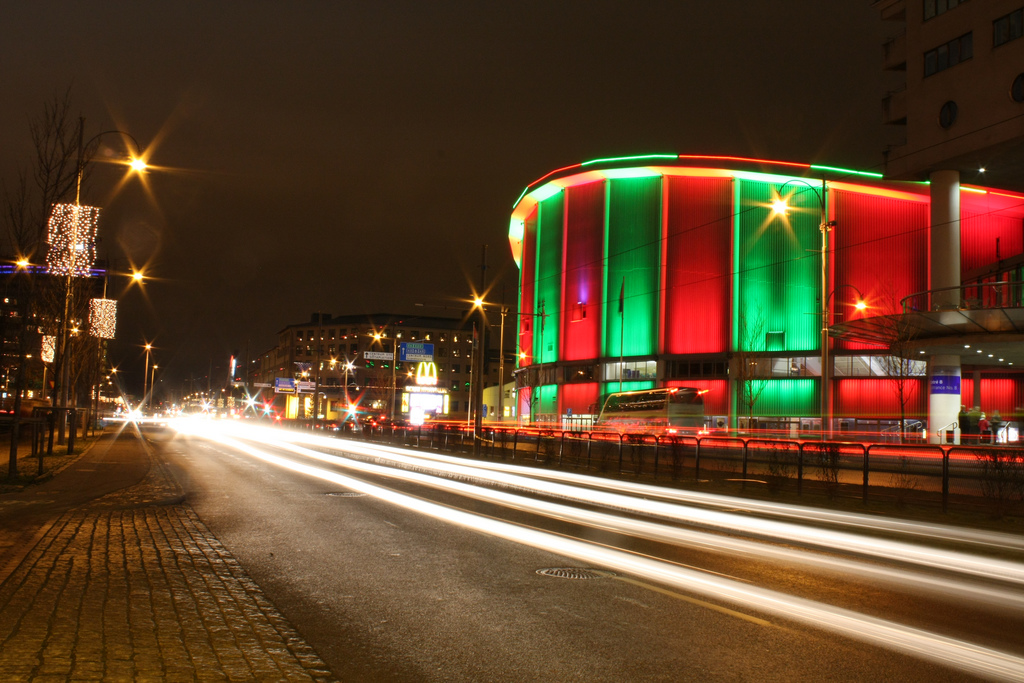
A arena Scandinavium iluminada com as cores do Frölunda HC
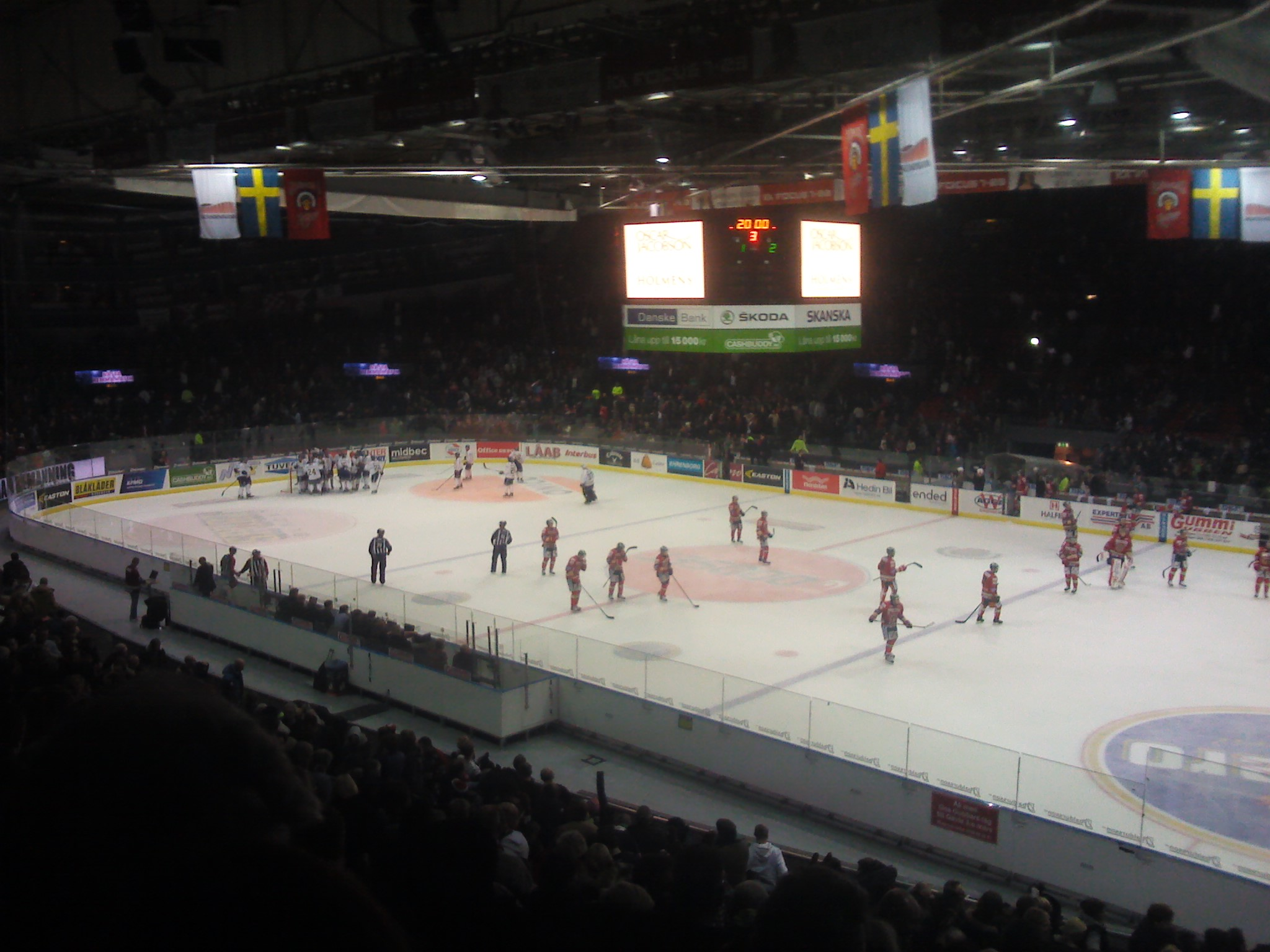
Frölunda HC-HV 71 em 2012